# 比格鎮區 (印地安納州詹寧斯縣)
比格鎮區（英語：Bigger Township）是位於美國印地安納州詹寧斯縣的一個行政鎮區。

## 地方資料
根據2010年美國人口普查的數據，比格鎮區的面積為79.60平方千米，當中陸地面積為79.50平方千米，而水域面積為0.10平方千米。當地共有人口726人，而人口密度為每平方千米9.12人。